# Philippipalpus agohoi
Philippipalpus agohoi är en spindeldjursart som beskrevs av Corpuz-Raros 1978. Philippipalpus agohoi ingår i släktet Philippipalpus och familjen Tenuipalpidae. Inga underarter finns listade i Catalogue of Life.